# Heterachthes paraiba
Heterachthes paraiba là một loài bọ cánh cứng trong họ Cerambycidae.